# Parc de l'amitié
Le parc de l'amitié est un jardin public situé avenue Paul-Doumer à Rueil-Malmaison dans les Hauts-de-Seine en France.

## Description
Le parc de l’amitié s’articule autour d’un jardin japonais de 2 500 m2, pour les promeneurs enclins à la méditation. Sur le miroir tranquille des eaux se reflète le pont de bois : les houppes fleuries de plantes vivaces se dressent entre les roches plates, et une cascade bruit doucement. Ce parc s’agrémente de nombreux autres petits jardins thématiques : jardin secret, jardin des senteurs, roseraie, jardin Renaissance. Les jumelages avec des villes étrangères ont été prétexte à la plantation symbolique d’arbres originaires de chaque pays. En avril, l’exposition de tulipes et de narcisses illumine ce parc très prisé des riverains.

## Historique
Le premier aménagement du parc de l’amitié date de 1977. Sur 1,5 hectare, on peut admirer des arbres et arbustes harmonieusement disposés. Une roseraie regroupant cinquante variétés de roses a été inaugurée en 1988. Elle mérite d’être vue pour ses fleurs et son kiosque central. Le théâtre de verdure a été également réalisé en 1988. Constitué de gradins en gazonnés disposés en arcs de cercle, il peut accueillir mille spectateurs pour les concerts de la belle saison.

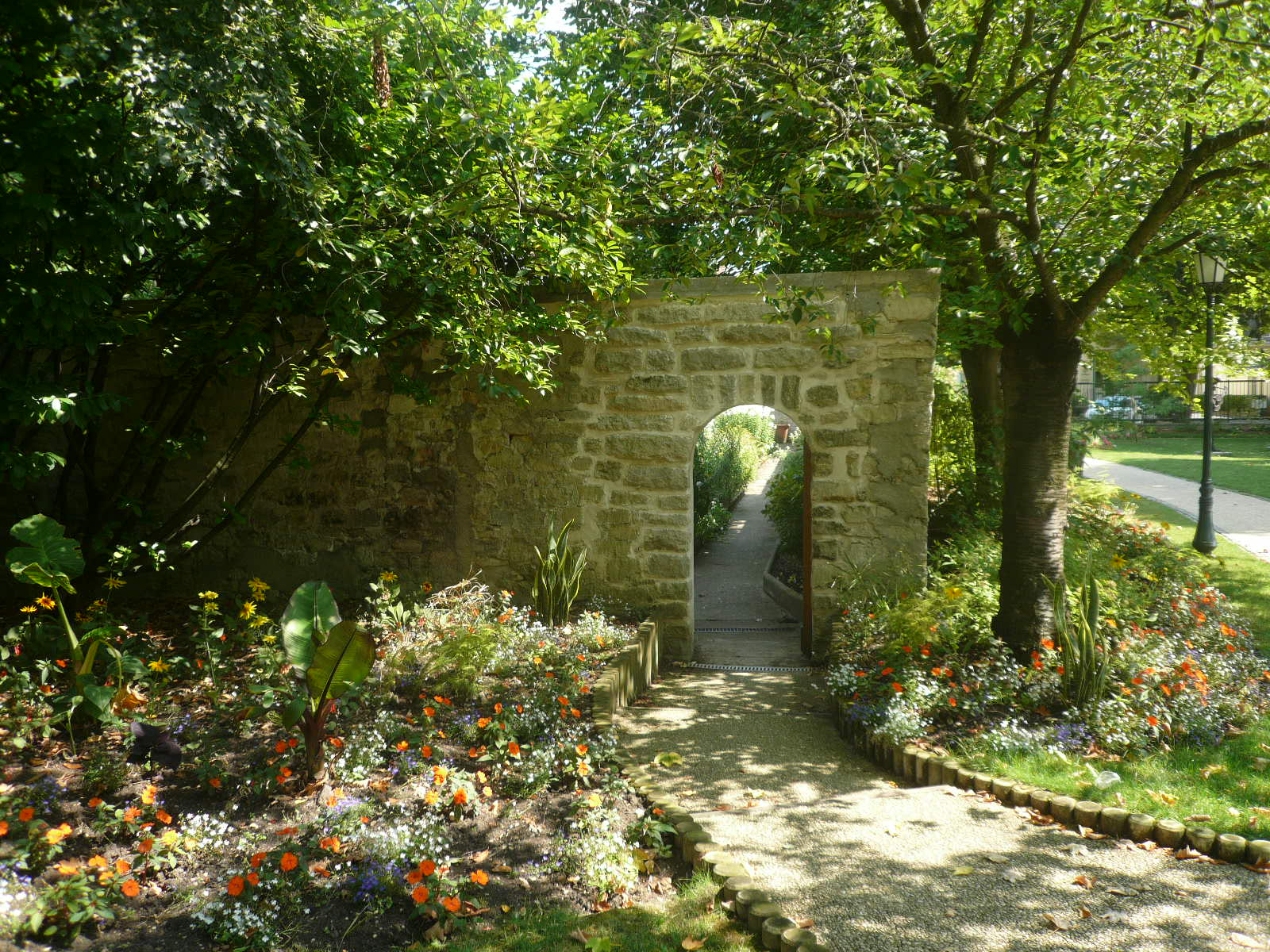
Entrée du jardin secret
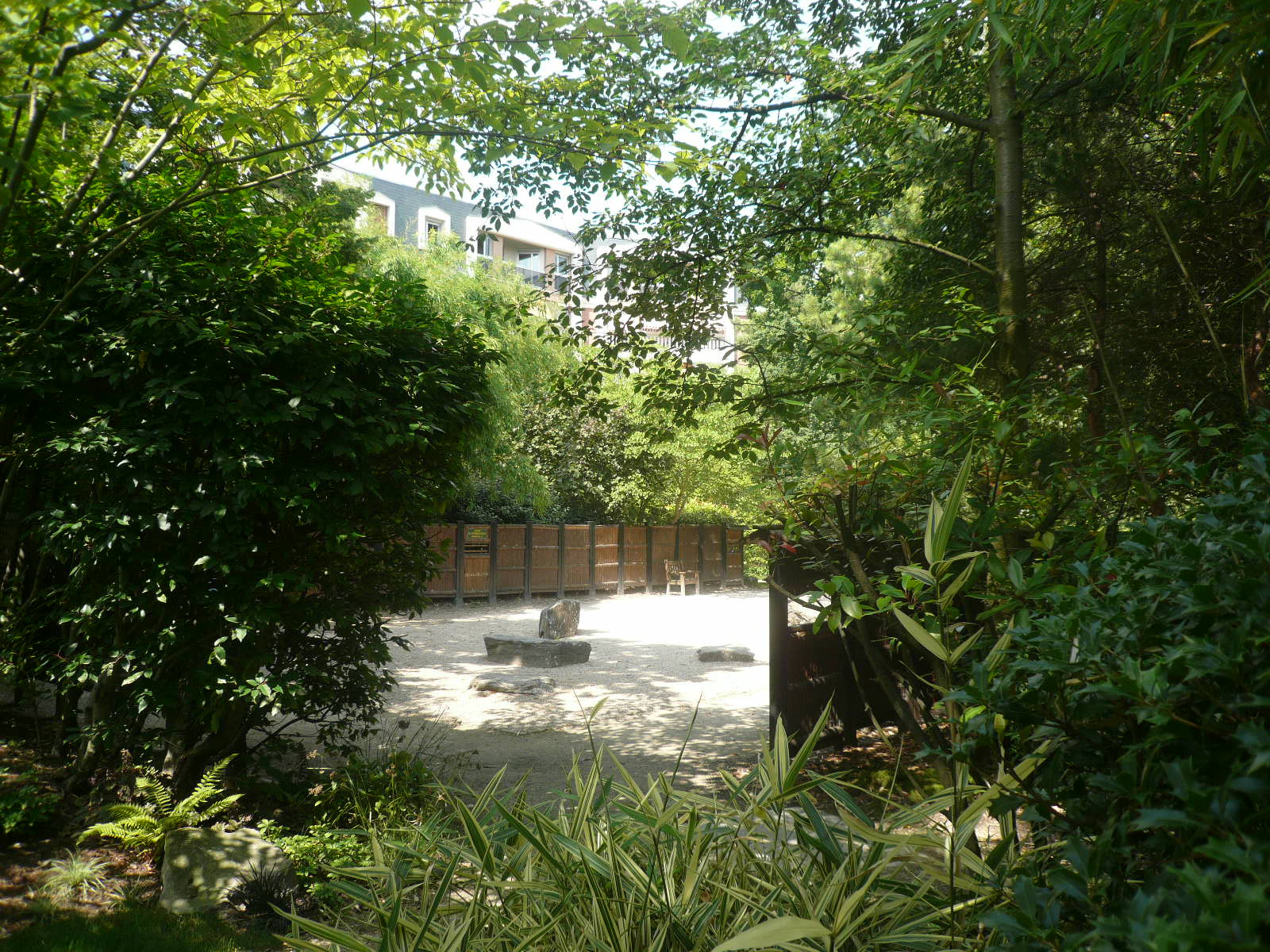
Jardin « zen »
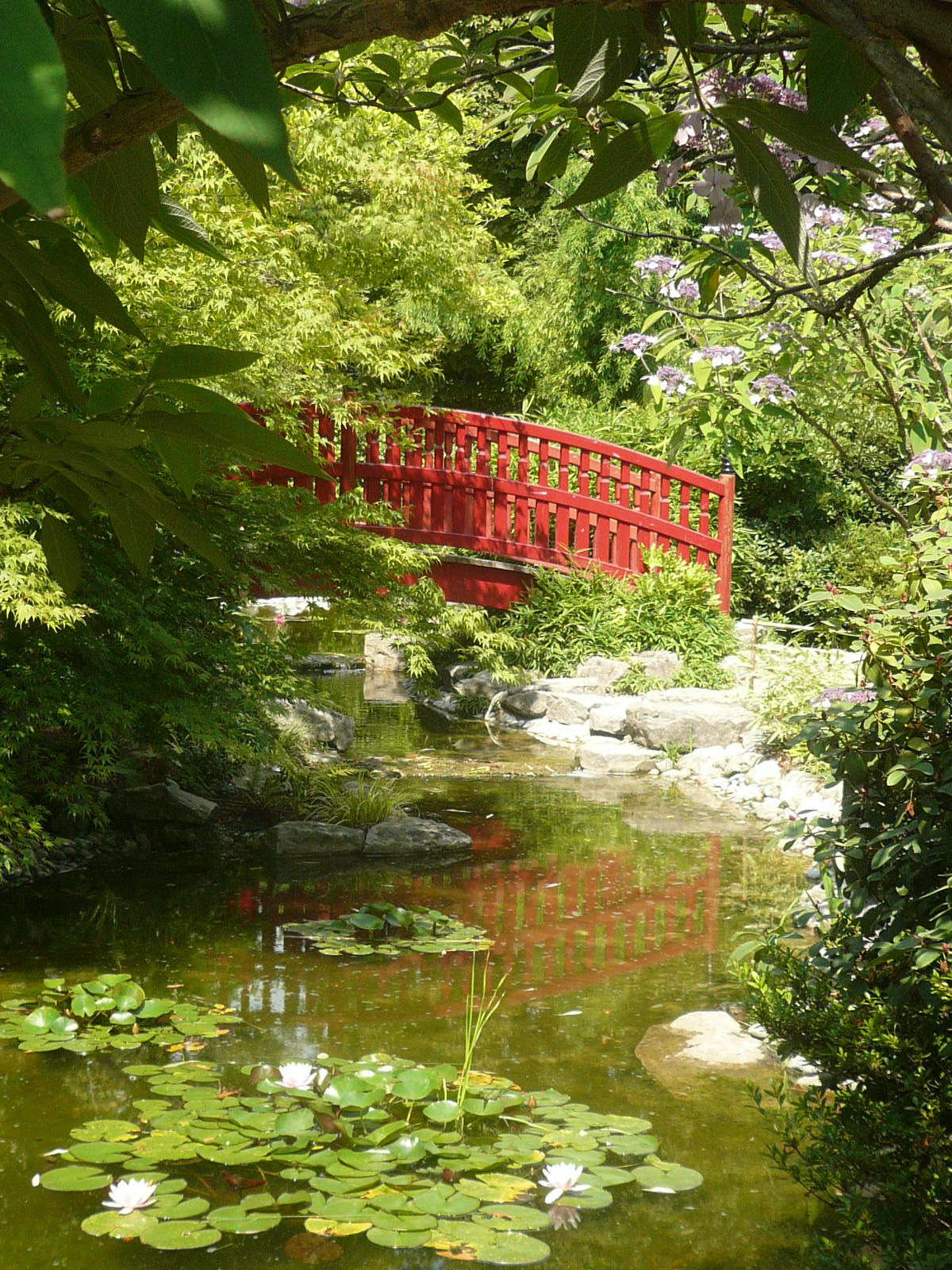
Pont de bois de face
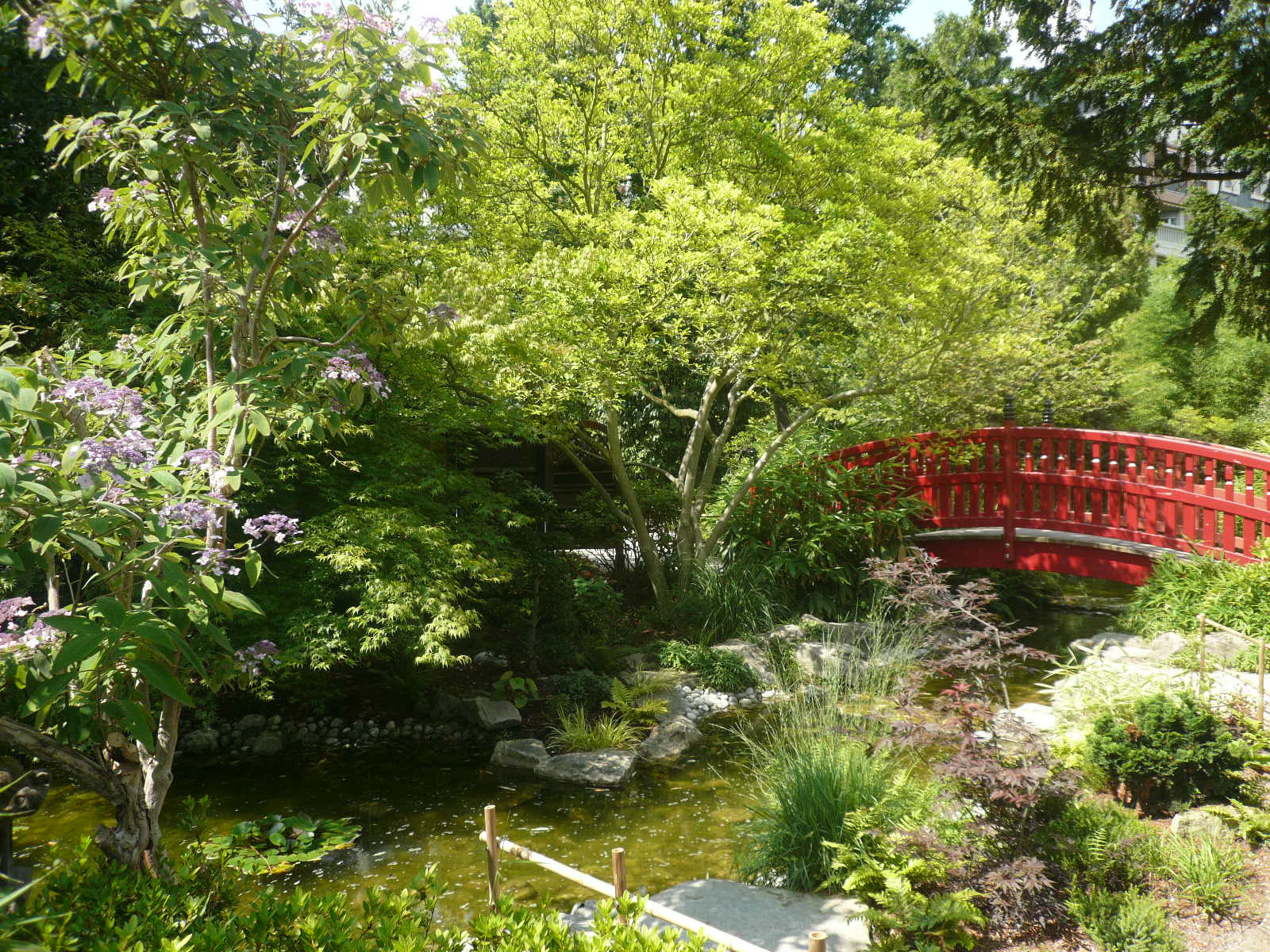
Pont de bois de côté
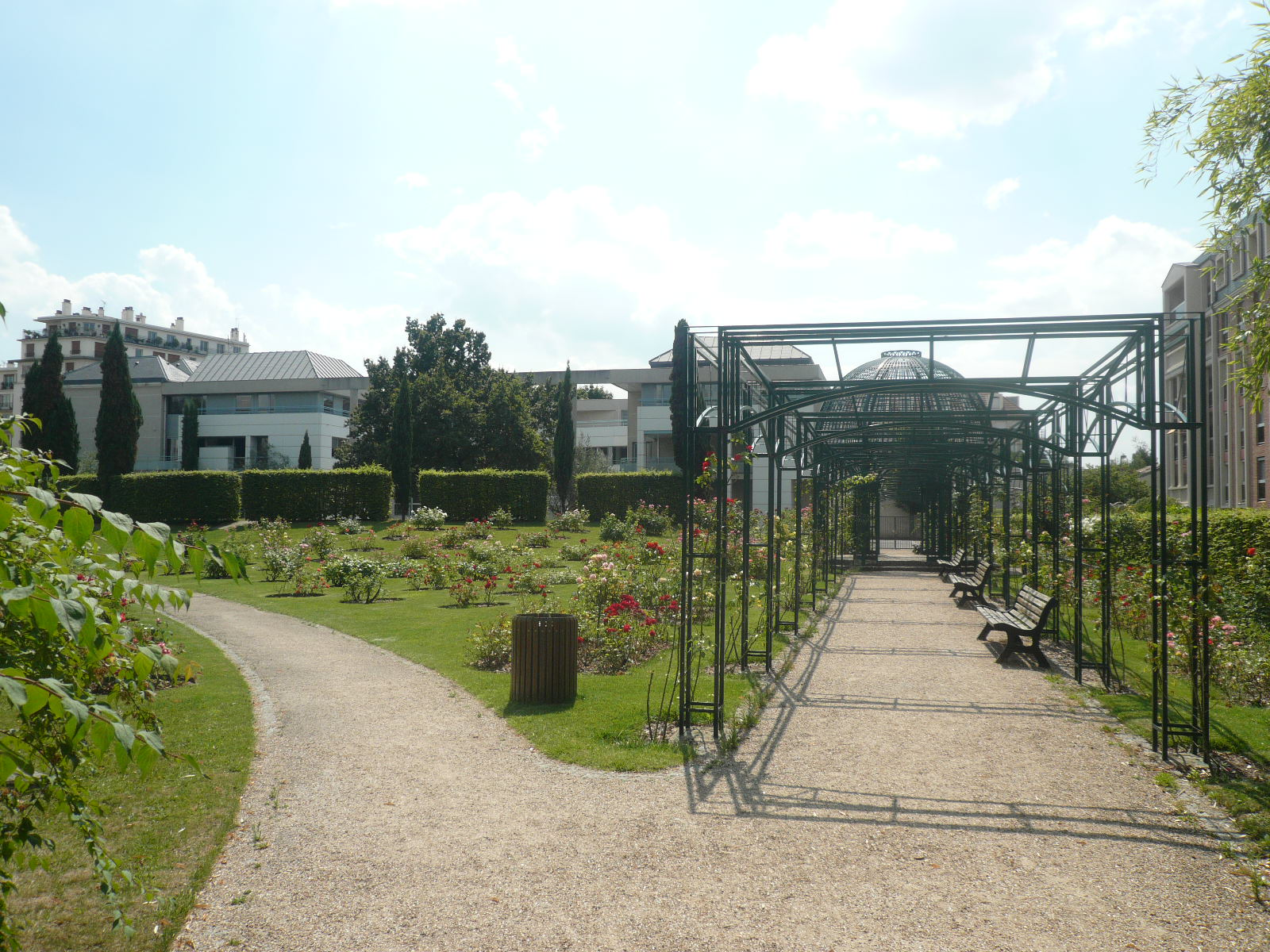
Roseraie et arcs de cercle
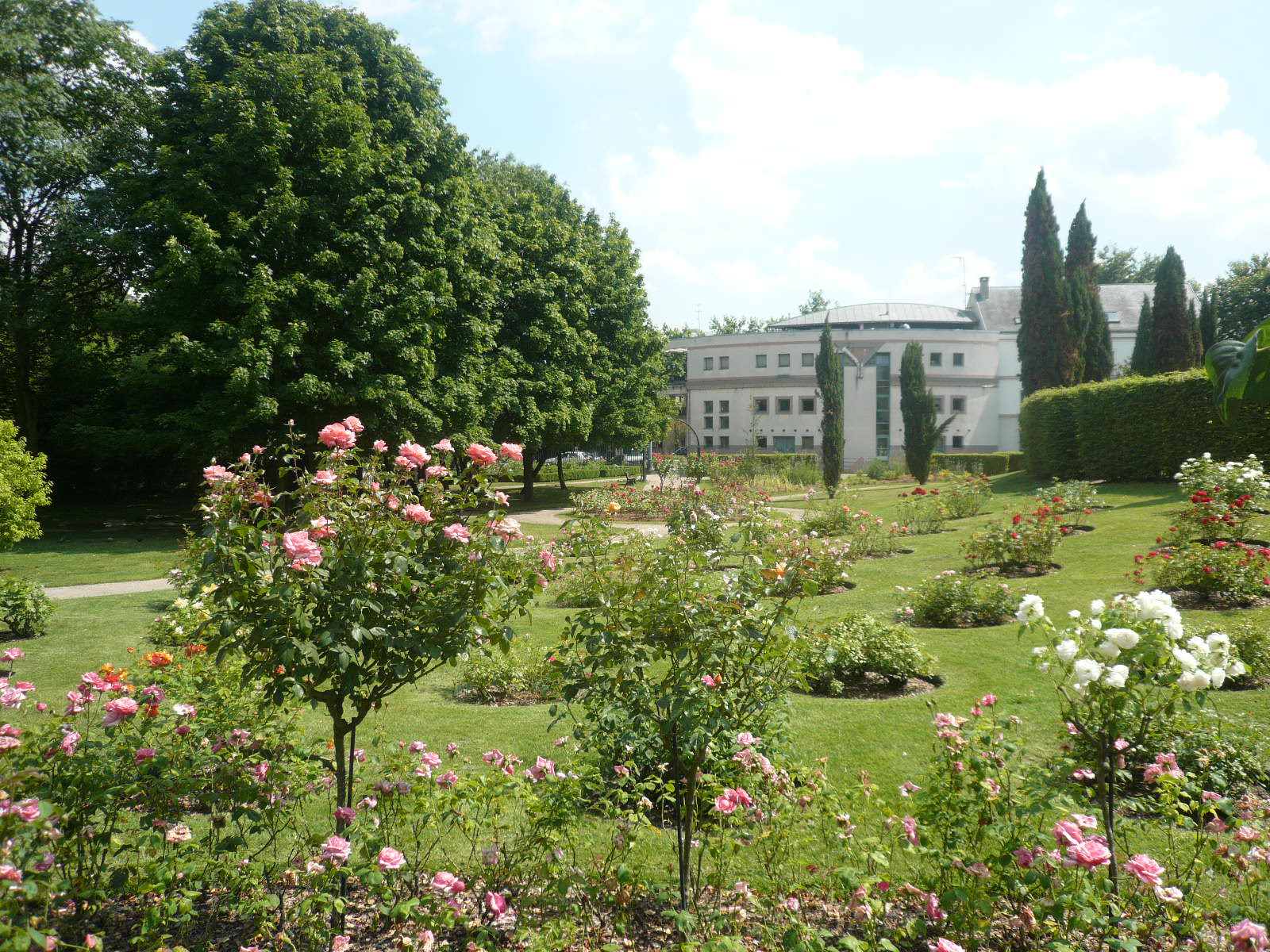
Roseraie
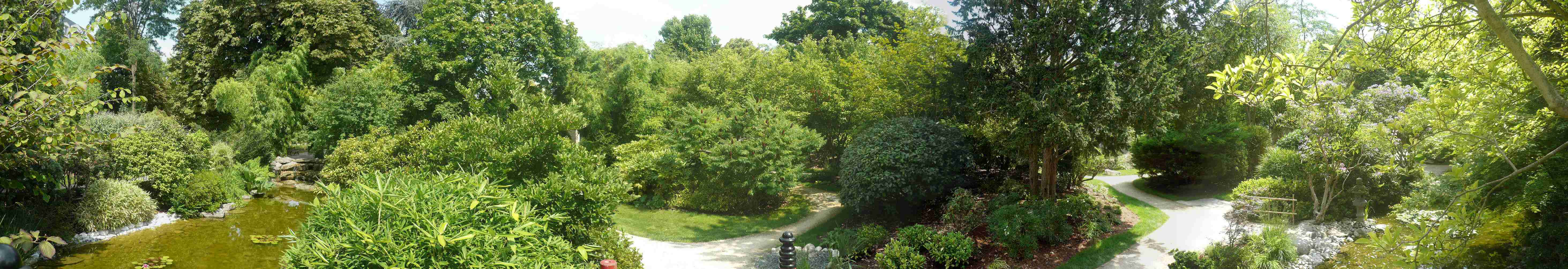
Panorama du parc
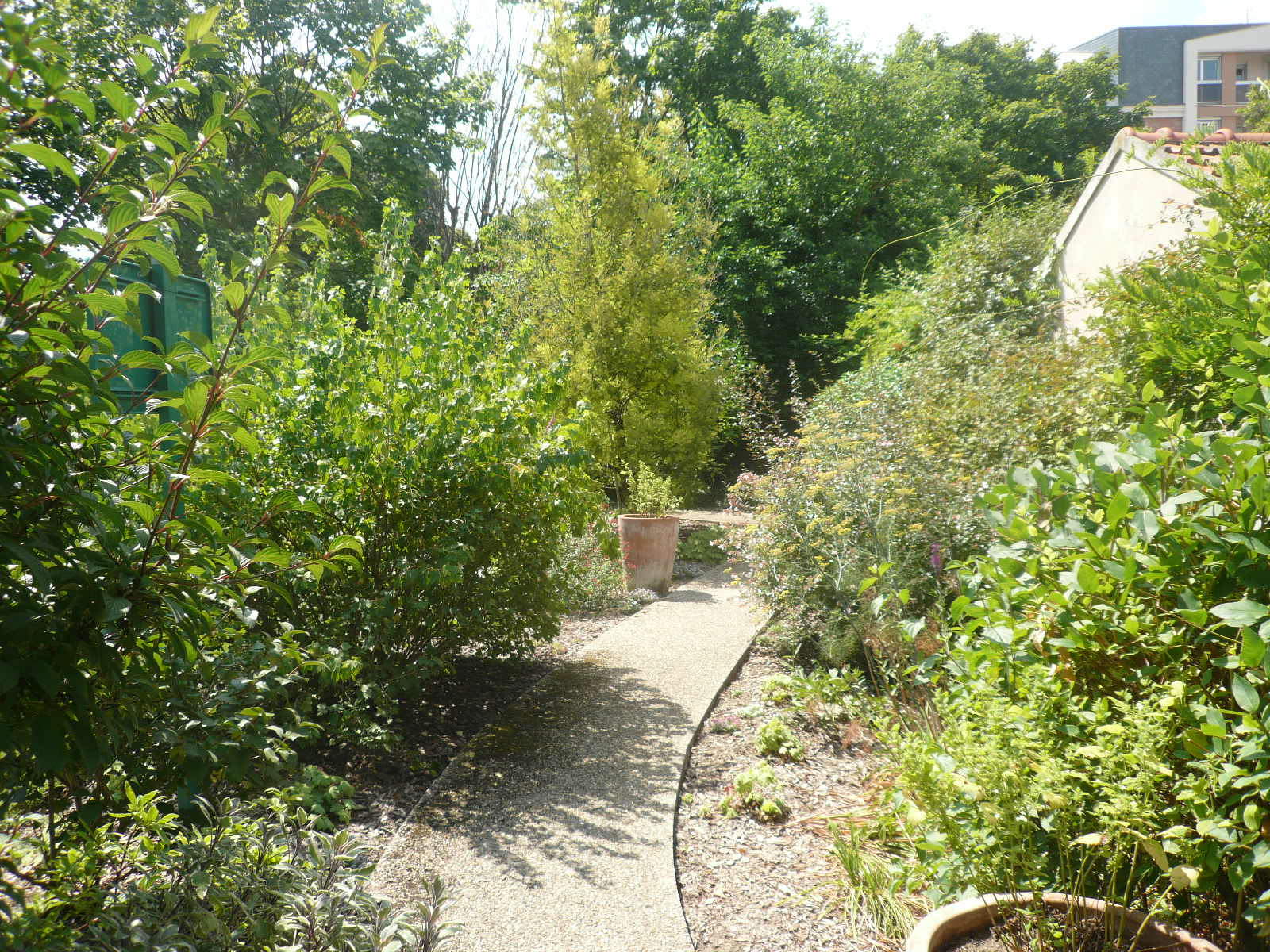
Allée du jardin des senteurs